# Clyde (New York)
Pour les articles homonymes, voir Clyde.
Clyde est un village du comté de Wayne, dans l'État de New York, aux États-Unis,. En 2010, il compte une population de 2 093 habitants.

## Démographie
Lors du recensement de 2010, le village comptait une population de 2 093 habitants, tandis qu'en 2019, elle est estimée à 1 961 habitants.